# Khalid Cheikh Mohammed
Pour les articles homonymes, voir KCM.
Khalid Cheikh Mohammed ou KCM (en ourdou/arabe : خالد شيخ محمد (Khalid Shaykh Muhamad)), né le 1er mars 1964, est un terroriste pakistanais. Jusqu'à son arrestation le 1er mars 2003 à Rawalpindi, il est chef militaire et responsable du « département des opérations extérieures » d'Al-Qaïda, ce qui signifie qu'il est alors le premier responsable des opérations terroristes menées contre l'Occident. Il est considéré par les États-Unis comme terroriste islamiste et numéro 3 d'Al-Qaïda, surnommé « le cerveau » (al-Mokh) par Oussama ben Laden. Il reconnaît être le responsable opérationnel des attentats du 11 septembre 2001, perpétrés aux États-Unis,,.

## Biographie
Khalid Cheikh Mohammed est né au Koweït ou au Baloutchistan, autour de 1965 dans une famille originaire du Baloutchistan pakistanais.
« KCM » a obtenu un diplôme d'ingénieur en mécanique dans une université de Caroline du Nord, avant de regagner le Pakistan puis l'Afghanistan où il combat les troupes soviétiques jusqu'en 1992. Il monte sa propre organisation avant de devenir l'un des rouages clé de la nébuleuse terroriste Al-Qaïda en 1996. Il finance, avec son neveu Ramzi Youssef, l'attentat qui fait exploser une camionnette dans les sous-sols du World Trade Center. Avec ce même neveu, il prépare le projet d'une série d'attentats dans le but de faire sauter en même temps douze avions de ligne américains au-dessus de l'océan Pacifique.
L'agence Adnkronos rapporte que Khalid Cheik Mohammed aurait travaillé en Bosnie en septembre 1995 sous un faux nom en tant qu'aide humanitaire.
En 1996, il rencontre Oussama ben Laden en Afghanistan pour lui présenter ses projets.
Après son arrestation, il est emmené par la CIA dans des prisons secrètes en Pologne, où il est abondamment torturé.
En 2002, il se déclare organisateur des attentats du 11 septembre 2001,,.

## Ses actions
- Responsable de l'attentat du World Trade Center de 2001 et contre le navire américain USS Cole au Yémen le 12 octobre 2000.
- Responsable d'un complot pour assassiner Bill Clinton, l'ancien président des États-Unis.
- Il a établi une cellule d'Al-Qaïda aux Philippines et préparait plusieurs autres attentats contre les États-Unis.
- Organisateur des attentats suicides du 11 septembre 2001 contre les deux tours jumelles du World Trade Center à New York.
- Responsable de la décapitation du journaliste américain Daniel Pearl.

Il s'attribue la responsabilité d'une trentaine d'attentats ou projets d'attentat dans au moins 17 pays de la planète. La crédibilité de ses aveux est cependant fortement mise en doute puisqu'ils ont été obtenus sous la torture, notamment par la technique dite de « la noyade », comme l'affirme le directeur de la CIA, Michael Hayden.

### Procès de Zacarias Moussaoui
Lors du procès de Zacarias Moussaoui, une déposition « reconstituée » à partir de ses interrogatoires est lue à l'audience. Il y explique que Moussaoui n'a rien à voir avec les attentats du 11 septembre et qu'il en est le seul responsable, de la sélection des cibles à la formation des équipes.

### Arrestation, détention et jugement
Khalid Cheikh Mohammed est arrêté à Rawalpindi sur la Peshawar Road au Pakistan, dans la nuit du 28 février 2003 au 1er mars 2003 peu avant 2 heures du matin, par des agents et policiers pakistanais de l'Inter-Services Intelligence, appuyés par des agents de la CIA. Cela faisait des mois qu'ils avaient tissé une toile d'indicateurs dans l'entourage de Khalid Cheikh Mohammed, et ont fini par apprendre l'arrivée d'un de ses compagnons à l'aéroport d'Islamabad, et su qu'il devait lui rendre visite. Le seul doute restait le lieu exact du rendez-vous, car Khalid Cheikh Mohammed utilisait deux caches distinctes dans le même quartier. L'objectif exigé étant de capturer l'homme vivant, le raid fut un succès pour les services secrets.
Il fait partie de la trentaine de « détenus fantômes » que la CIA maintient au secret dans son réseau de prisons secrètes hors des États-Unis afin de les soustraire au système judiciaire américain. Il aurait été détenu en Jordanie pour le compte des États-Unis, et a été remplacé par Abou Faraj al-Libbi, lui-même arrêté le lundi 2 mai 2005.
En septembre 2006, George W. Bush annonce le transfert vers le camp de Guantánamo et le prochain jugement de quatorze responsables d’Al Qaida, dont Khalid Cheikh Mohammed. Ce dernier est alors enfermé dans le camp no 7 de Guantanamo, une installation secrète qui n'est révélée au grand public qu'en 2008.
En mars 2007, débutent les auditions devant une commission militaire établie par le Military Commissions Act de 2002. Au cours de celles-ci, Khalid Cheikh Mohammed reconnait avoir été le responsable opérationnel notamment des attentats du 11 septembre 2001 ainsi que d'autres attentats importants.
Khalid Cheikh Mohammed est l'un des trois détenus de Guantánamo, avec Abd al-Rahim al-Nashiri (soupçonné d'avoir organisé l'attentat de 2000 contre l'USS Cole) et Abu Zubayda, dont il est établi qu'ils ont été soumis à la torture par l'eau (waterboarding). Le directeur de la CIA, Michael Hayden, l'a avoué le 6 février 2008,. Des documents rendus publics en avril 2009 montrent qu'il a été soumis à cette torture à 183 reprises pendant le mois de mars 2003. Bien que non-membre d'Al Qaida, Abu Zubayda avait été pris pour le no 3 de l'organisation. La question de savoir si ces tortures entachent les preuves enlise la procédure du procès.
Son procès par un tribunal militaire américain dans la base navale américaine de Guantanamo avec quatre autres coaccusés a commencé le 5 juin 2008. Il refuse les avocats commis d'office en confiant au juge qui lui rappelait qu'il risquait la peine capitale : « C'est ce que je veux, cela fait longtemps que je veux être un martyr. »
Après l'élection puis la prise d'investiture de Barack Obama, en janvier 2009, le nouveau président demande la suspension de tous les procès tenus par les commissions militaires de Guantánamo. Le juge militaire en chef à Guantánamo refuse dans un premier temps de suspendre le procès d'Al-Nashiri, avant de finalement obtempérer[réf. nécessaire].
En décembre 2009, la chaîne NBC rapporte qu'un grand jury fédéral renvoie Khalid Cheikh Mohammed devant un tribunal de droit commun.
En janvier 2015, Khalid Cheik Mohammed n'est pas encore jugé. L'administration démocrate refuse de le transférer sur le sol américain pour qu'un procès ait lieu. L'administration Obama envisage de transférer certains prisonniers à l'étranger, mais souhaite toujours juger Khalid Cheik Mohammed, éventuellement avec un tribunal d'exception à Guantanamo.
En mai 2016 The Guardian, Newsweek, le Daily Mail, Democracy Now révèlent qu'un colonel de l'armée américaine a délibérément permis la destruction des preuves destinées à la défense de Khalid Sheikh Mohammed, le cerveau présumé des attentats.
Le juge chargé du dossier, le colonel Shane Cohen, a fixé au 11 janvier 2021 le début de la sélection du jury militaire chargé de juger ces cinq hommes qui encourent la peine de mort.
En 2024, il accepte avec ses deux coaccusés, Walid Ben Attash (en) et Mustafa al-Hawsawi (en), de plaider coupable en échange de la réclusion à perpétuité, mais l'accord est révoqué par le  ministre de la défense américain Lloyd Austin après l'émergence de critiques dans le camp républicain et dans les familles des victimes.